# Canton de Mérignac-1
Pour les articles homonymes, voir Canton de Mérignac (homonymie).
Le canton de Mérignac-1 est une circonscription électorale française située dans le département de la Gironde et la région Nouvelle-Aquitaine.

## Géographie
Ce canton est organisé autour de Mérignac dans l'arrondissement de Bordeaux. Son altitude varie de 12 m (Mérignac) à 53 m (Mérignac) pour une altitude moyenne de 8 m.

## Histoire
Le canton de Mérignac-1 a été créé par décret du 15 janvier 1982 à la suite de la scission du canton de Mérignac.
Un nouveau découpage territorial de la Gironde (département) entre en vigueur à l'occasion des premières élections départementales suivant le décret du 20 février 2014. Les conseillers départementaux sont, à compter de ces élections, élus au scrutin majoritaire binominal mixte. Les électeurs de chaque canton élisent au Conseil départemental, nouvelle appellation du Conseil général, deux membres de sexe différent, qui se présentent en binôme de candidats. Les conseillers départementaux sont élus pour 6 ans au scrutin binominal majoritaire à deux tours, l'accès au second tour nécessitant 12,5 % des inscrits au 1er tour. En outre la totalité des conseillers départementaux est renouvelée. Ce nouveau mode de scrutin nécessite un redécoupage des cantons dont le nombre est divisé par deux avec arrondi à l'unité impaire supérieure si ce nombre n'est pas entier impair, assorti de conditions de seuils minimaux. Dans la Gironde, le nombre de cantons passe ainsi de 63 à 33. Le nouveau canton de Mérignac-1 est constitué d'une commune et d'une fraction de la  commune de Mérignac. Il est entièrement inclus dans l'arrondissement de Bordeaux. Le bureau centralisateur est situé à Mérignac.

## Représentation

### Représentation de 1982 à 2015
| Période | Période          | Identité          | Étiquette | Qualité |
| ------- | ---------------- | ----------------- | --------- | --- |
| 1982    | 1988             | Marcelle Amouroux | PS        | Directrice de cabinet à la communauté urbaine de Bordeaux, députée suppléante de Michel Sainte-Marie (1981-1986) |
| 1988    | 2008             | Bernard Garandeau | PS        | Ancien directeur régional de l'aviation civile Premier adjoint au maire de Mérignac                              |
| 2008    | 2012 (démission) | Marie Récalde     | PS        | Urbaniste Adjointe au maire de Mérignac Députée (2012-2017)                                                      |
| 2012    | 2015             | Alain Charrier    | PS        | Conseiller municipal de Mérignac                                                                                 |

### Représentation après 2015
| Période élective | Période élective | Mandat | Mandat   | Identité       | Nuance | Nuance | Qualité                                                                                                 |
| ---------------- | ---------------- | ------ | -------- | -------------- | ------ | ------ | --- |
| 2015             | 2021             | 2015   | 2021     | Alain Charrier |        | PS     | Conseiller municipal de Mérignac                                                                        |
| 2015             | 2021             | 2015   | 2021     | Carole Guère   |        | PS     | Adjointe au maire du Haillan                                                                            |
| 2021             | 2028             | 2021   | en cours | Alain Charrier |        | PS     | Conseiller municipal de Mérignac                                                                        |
| 2021             | 2028             | 2021   | en cours | Carole Guère   |        | PS     | Adjointe au maire du Haillan, 11ème Vice-Présidente (dynamiques associatives, sportives et culturelles) |

### Résultats détaillés

#### Élections de mars 2015
À l'issue du premier tour des élections départementales de 2015, deux binômes sont en ballottage : Alain Charrier et Carole Guère (Union de la gauche, 34,81 %) et Jean-Marc Meyre et Christine Peyré (Union de la droite, 29,95 %). Le taux de participation est de 47,26 % (15 157 votants sur 32 069 inscrits) contre 50,55 % au niveau départemental et 50,17 % au niveau national.
Au second tour, Alain Charrier et Carole Guère (Union de la gauche) sont élus avec 53,28 % des suffrages exprimés et un taux de participation de 45,59 % (7 135 voix pour 14 619 votants et 32 069 inscrits).

#### Élections de juin 2021
Le premier tour des élections départementales de 2021 est marqué par un très faible taux de participation (33,26 % au niveau national). Dans le canton de Mérignac-1, ce taux de participation est de 32,13 % (10 135 votants sur 31 543 inscrits) contre 33,41 % au niveau départemental. À l'issue de ce premier tour, deux binômes sont en ballottage : Alain Charrier et Carole Guere (PS, 29,85 %) et Stéphane Gaso et Patricia Nedel (binôme écologiste, 18,82 %).
Le second tour des élections est marqué une nouvelle fois par une abstention massive équivalente au premier tour. Les taux de participation sont de 34,36 % au niveau national, 33,6 % dans le département et 32,25 % dans le canton de Mérignac-1. Alain Charrier et Carole Guere (PS) sont élus avec 59,34 % des suffrages exprimés (5 054 voix pour 10 174 votants et 31 545 inscrits),,. 

## Composition

### Composition avant 2015
Le canton de Mérignac-1 se composait uniquement d'une partie de la commune de Mérignac.

### Composition à partir de 2015
| Nom                              | Code Insee | Intercommunalité   | Superficie (km2) | Population (dernière pop. légale)                | Densité (hab./km2) | Modifier                                    |
| -------------------------------- | ---------- | ------------------ | ---------------- | ------------------------------------------------ | ------------------ | ------------------------------------------- |
| Mérignac (bureau centralisateur) | 33281      | Bordeaux Métropole | 48,17            | Fraction : 42 204 (2022) Commune : 77 136 (2022) | 1 601              | modifier les données · modifier les données |
| Le Haillan                       | 33200      | Bordeaux Métropole | 9,26             | 11 499 (2022)                                    | 1 242              | modifier les données · modifier les données |
| Canton de Mérignac-1             | 3318       |                    |                  | 53 703 (2022)                                    |                    | modifier les données                        |

Le nouveau canton de Mérignac-1 comprend :
1. la commune du Haillan,
2. la partie de la commune de Mérignac située au nord d'une ligne définie par l'axe des voies suivantes : avenue d'Arès, avenue de Mérignac, rue Alfred-de-Musset, avenue de la Marne, rue Alfred-de-Vigny, avenue des Eyquems, avenue de Belfort, avenue de la Somme, avenue du Président-John-Fitzgerald-Kennedy.

## Démographie

### Démographie avant 2015
| 1982 | 1990   | 1999   | 2006   | 2011   | 2012   |
| ---- | ------ | ------ | ------ | ------ | ------ |
| -    | 31 863 | 33 517 | 34 968 | 35 777 | 36 088 |

### Démographie depuis 2015
En 2022, le canton comptait 53 703 habitants, en évolution de +9,5 % par rapport à 2016 (Gironde : +6,91 %, France hors Mayotte : +2,11 %).
| 2013   | 2018   | 2022   |
| ------ | ------ | ------ |
| 47 142 | 49 200 | 53 703 |